# 4574-es busz
A 4574-es jelzésű regionális autóbuszvonal Hajdúnánás, Hajdúböszörmény és a debreceni BMW Gyár között húzódik, amelyet a MÁV Személyszállítási Zrt. üzemeltet.

## Története
A MÁV Személyszállítási Zrt. a 2025. július 1-jei menetrendi módosításában a debreceni BMW gyár autóbuszos kiszolgálásának szintjét tovább emelte, hiszen 4574-es jelzéssel autóbuszvonalat indított Hajdúnánás és a debreceni BMW gyár (Kismacs) között.
A debreceni Északnyugati Gazdasági Övezethez való eljutás további 4 útvonalon biztosított Nyíregyháza (4570), Nyírbátor (4571), Létavértes (4572) és Berettyóújfalu (4573) felől.

## Útvonala
Az autóbuszvonal Hajdú-Bihar vármegye egyik járásközpontját és a régió egyik legnagyobb gyárát, Hajdúnánást és a debreceni BMW gyárat köti össze, útvonalára fűzve kettő várost, Hajdúdorogot és Hajdúböszörményt.
Az autóbuszjáratok Hajdúböszörményig a településeken belül minden állomáson és megállóhelyen megállnak, onnan céljáratként a gyár területére közlekednek. Útjuk során közutakon közlekednek Hajdúböszörményig, ahonnan az M35-ös autópályán jutnak el a Kismacs és Nagymacs közötti BMW-egységbe.

## Közlekedése
Az autóbuszjáratok munkanaponta közlekednek. Műszakváltáshoz igazodva reggelente kettő járat Hajdúnánásról, délután kettő járat Debrecenből indul.
Hajdúnánás és Debrecen Belvárosa között rendszerint az 1446-os és a 4466-os buszok ingáznak.
| Viszonylat                                                     | Indításszám | Közlekedési rend |
| -------------------------------------------------------------- | ----------- | ---------------- |
| Hajdúnánás, aut. vt. ➝ Debrecen, Beszállítói Park              | 2 oda       | munkanaponta     |
| Hajdúnánás, aut. vt. ⭠ Debrecen, Északnyugati Gazdasági Övezet | 2 vissza    | munkanaponta     |

### Járművek
Az autóbuszvonalon kizárólag távolsági szóló autóbuszok közlekednek, melyek legtöbbje Credo Inovell 12, ITK Reform 501 LE és MAN Lion’s Regio típusú. Ezen kívül megjelent már Irisbus és elővárosi MAN Lion’s Classic is.

## Megállóhelyei
| 0  | Hajdúnánás, autóbusz-váróterem végállomás          | 0.0 km  | 1369, 1446 3952, 4235, 4466, 4467, 4482, 4488, 4491                   |
| 1  | Hajdúnánás, Ady Endre utca                         | 0.6 km  | 1446 4466, 4488, 4491                                                 |
| 2  | Hajdúnánás, benzinkút                              | 1.4 km  | 1446 4466, 4488, 4491                                                 |
| 3  | Hajdúdorog, alsó                                   | 5.8 km  | 1446 4466, 4488, 4491                                                 |
| 4  | Hajdúdorog, Akácfa utca                            | 6.6 km  | 1446 4466, 4488, 4491                                                 |
| 5  | Hajdúdorog vasútállomás, bejárati út               | 7.7 km  | 1446 4466 személyvonat – Hajdúdorog (109)                             |
| 6  | Hajdúböszörmény (Hajdúvid), Víg utca bejárati út   | 13.4 km | 1446 4466                                                             |
| 7  | Hajdúvidi elágazás                                 | 14.2 km | 1446 4466 személyvonat – Hajdúvid (109)                               |
| 8  | Hajdúböszörmény, Dorogi utca                       | 21.8 km | 1446 4458, 4460, 4466, 4478                                           |
| 9  | Hajdúböszörmény, Bethlen utca                      | 22.3 km | 1446 4458, 4460, 4466, 4478                                           |
| 10 | Hajdúböszörmény, Kálvin tér                        | 23.6 km | 1372, 1374, 1410, 1446 4458, 4459, 4460, 4463, 4466, 4478, 4479, 4481 |
| 11 | Debrecen, Északnyugati Gazdasági Övezet (↓)        | 41.7 km | 71, 71A, 72, 72A, 73, 73A 4570, 4571, 4572, 4573                      |
| 12 | Debrecen, Beszállítói Park végállomás              | 46.7 km | 71, 72, 73 4570, 4571, 4572, 4573                                     |
| ∫  | Debrecen, Északnyugati Gazdasági Övezet végállomás | ∫       | 71, 71A, 72, 72A, 73, 73A 4570, 4571, 4572, 4573                      |